# آرئی‌تی
آرئی‌تی (انگلیسی: Rotterdam Electric Tram) شرکت ترابری هلندی است، که در سال ۱۹۲۷ تأسیس شد.